# نتوء البحر المتوسط

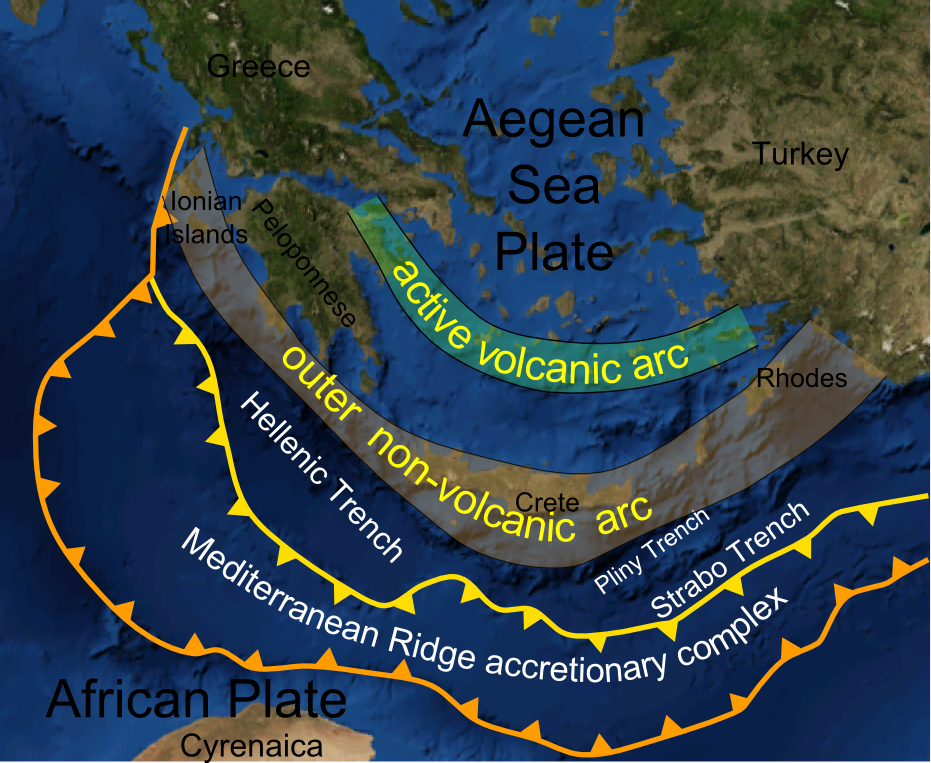
موقع موقع النتوء

نتوء البحر المتوسط هو سلسلة من النتوءات الجبلية الواسعة في قاع البحر الأبيض المتوسط، ويمتد على طول تقريبي لربع دائرة من كالابريا، جنوب جزيرة كريت، إلى الركن الجنوبي الغربي من تركيا، ومن هناك شرقًا جنوب قبرص وتركيا.
إنه إسفين متراكم ناتج عن الصفيحة الأفريقية التي اندست تحت الصفائح الأوراسية والأناضولية. وبينما تتحرك صفيحة إفريقيا ببطء شمالًا إلى الشمال الشرقي، فإنها تحرث الصخور البركانية والرواسب في قاع البحر المتوسط، وترفعها من قاع البحر وتخلق قبرص وغيرها من الجزر على طول سلسلة النتوءات.
على طول سلسلة النتوءات، تم العثور على خمسة أحواض عميقة مليئة بالمحلول الملحيناقص الأكسجين، حيث تم إذابة رواسب التبخير الميسيني من المحلول الملحي التي تم اكتشافها في هذا التكون للجبال المستمر. 
في المستقبل البعيد، يمكن أن تنمو لتصبح سلسلة جبال طويلة عالية إذا استمرت الحركة المتواصلة شمالًا لأفريقيا في طمس الجزء الشرقي من البحر الأبيض المتوسط.